# ماکسیم ده کویپر
ماکسیم ده کویپر (هلندی: Maxim De Cuyper؛ زادهٔ ۲۰ دسامبر ۲۰۰۰) بازیکن فوتبال اهل بلژیک است.
از باشگاه‌هایی که در آن بازی کرده است می‌توان به باشگاه فوتبال وسترلو و باشگاه فوتبال کلوب بروژ اشاره کرد.
وی همچنین در تیم‌های ملی فوتبال زیر ۱۷ سال بلژیک، زیر ۱۹ سال بلژیک، زیر ۲۱ سال بلژیک، و بلژیک بازی کرده است.